# Éditions Errance
Pour les articles homonymes, voir Errance (homonymie).
 (avril 2018).
Si vous disposez d'ouvrages ou d'articles de référence ou si vous connaissez des sites web de qualité traitant du thème abordé ici, merci de compléter l'article en donnant les références utiles à sa vérifiabilité et en les liant à la section « Notes et références ».
Les éditions Errance sont une maison d'édition française, créée en 1982 à Paris.
Le gérant en est Jean-Paul Capitani, le directeur éditorial est Romain Pigeaud. Elles publient plusieurs collections dont les plus importantes sont « Hespérides », « Civilisation et cultures » et « Nouveaux regards ».

## Présentation
Les éditions Errance se consacrent exclusivement à l’archéologie et à l'histoire ancienne, et à des sujets qui leur sont connexes comme la linguistique, la numismatique et le patrimoine.
Elles comptent parmi leurs auteurs des savants reconnus dans leur discipline, tant en France qu’en Europe, et membres de diverses institutions (Collège de France, CNRS, Institut universitaire de France, universités). La particularité de cette maison d'édition est de produire des ouvrages capables de familiariser le grand public avec les dernières découvertes de l’archéologie.
Tout en préservant leur intitulé et leur spécificité, les éditions Errance sont devenues en 2003 une filiale des éditions Actes Sud.